# Ân Cách Đức Nhĩ
Ân Cách Đức Nhĩ (giản thể: 恩格德尔; phồn thể: 恩格德爾, tiếng Mông Cổ: Энгэдэр, ? – 1636) là một bộ trưởng của Ba Ước Đặc bộ thuộc Khách Nhĩ Khách của Mông Cổ. Sau khi đầu phục Nỗ Nhĩ Cáp Xích, ông trở thành Ngạch phò nhà Thanh khi cưới con gái nuôi của Nỗ Nhĩ Cáp Xích là Tôn Đại.

## Cuộc đời
Ân Cách Đức Nhĩ họ Bác Nhĩ Tế Cát Đặc, hậu duệ của Đạt Diên Hãn, là con trai của Đạt Nhĩ Hán Ba Đồ Lỗ (达尔汉巴图鲁贝勒), Bối lặc của Ba Ước Đặc bộ, vùng du mục vốn là Tây Lạt Mộc Luân (西喇木伦). Sau khi cha qua đời, ông thế tập tước vị Bộ trưởng. Năm Minh Vạn Lịch thứ 33 (1605), ông đầu phục Nỗ Nhĩ Cáp Xích, nhậm Tam đẳng Tổng binh quan (三等总兵官). Năm sau, ông nhiều lần diện kiến Nỗ Nhĩ Cáp Xích, hiến lạc đà, ngựa, lại tiếp nhận tôn hiệu. Cũng từ nay các bộ Mông Cổ nhiều năm liên tục cống nạp không dứt.
Năm Thiên Mệnh thứ 2 (1617), Nỗ Nhĩ Cáp Xích gả con nuôi là Tôn Đại, con gái của Thư Nhĩ Cáp Tề cho Ân Cách Đức Nhĩ, ông trở thành Ngạch phò. Một năm sau, Nỗ Nhĩ Cáp Xích khởi binh phản Minh, Ân Cách Đức Nhĩ luôn bên cạnh giúp đỡ. Năm thứ 9 (1624), ông cùng vợ và em trai mang phần lớn bộ chúng di cư đến Liêu Dương, quy phục Nỗ Nhĩ Cáp Xích, được phân vào Mãn Châu Chính Hoàng kỳ. Nỗ Nhĩ Cáp Xích cùng ông kết minh thệ "Chỉ cần không phản nghịch, những tội khác đều có thể tha".
Tháng giêng năm Thiên Thông thứ 3 (1629), ông cùng Vũ Nột Cách (武讷格) suất quân Mông Cổ tấn công Sát Cáp Nhĩ. Mùa đông cùng năm, ông theo Hoàng Thái Cực tấn công Tuân Hóa, Vĩnh Bình, ông suất lĩnh quân Mông Cổ cánh trái, đánh bại Viên Sùng Hoán, Tổ Đại Thọ. Năm thứ 5 (1631), ông tham gia Trận Đại Lăng Hà, quyết chiến cùng với Minh giám quân Đạo Trường Xuân và viện binh của Tổng binh Ngô Tương, vì hành động trì hoãn mà bị phạt. Năm Sùng Đức nguyên niên (1636), ngày 16 tháng 4, ông qua đời. Sau này, ông được Thuận Trị Đế truy thụy "Đoan Thuận" (端顺).

## Gia quyến
- Đích thê: Hòa Thạc Đoan Thuận Công chúa Tôn Đại, con gái của Trang Thân vương Thư Nhĩ Cáp Tề.
- Con trai: 
  - Trưởng tử: Nang Nỗ Khắc (囊弩克), tập tước Tam đẳng Ngang Bang Chương Kinh (三等昂邦章京)[a][b] của Ân Đức Cách Nhĩ. Sau nhờ tòng quân mà tấn Nhị đẳng Giáp Lạt Chương Kinh (二等甲喇章京), tức Nhị đẳng Bá. Những năm Khang Hi, được tập tước Nhị đẳng Công, hàng tập Nhất đẳng Hầu. Những năm Ung Chính, tập Tam đẳng Công, gia phong hiệu "Thuận Nghĩa" (顺义), sau cải "Phụng Nghĩa" (奉义). Năm 1743 định phong Nhất đẳng Phụng Nghĩa hầu.
  - Tứ tử: Ngạch Nhĩ Khắc Đái Thanh (额尔克戴青), mẹ là Công chúa Tôn Đại. Được phong Nhị đẳng Công. Năm 1621 được Nỗ Nhĩ Cáp Xích đặt tên.[2] Từng cưới Quận chúa là trưởng nữ của Tế Nhĩ Cáp Lãng, và lần lượt hai Quận quân là trưởng nữ và ngũ nữ của Đoan Trọng Thân vương Bác Lạc, trở thành Hòa Thạc Ngạch phò. Sau khi qua đời được truy thụy "Cần Lương" (勤良).
  - Ngũ tử: Tác Nhĩ Cáp (索尔哈), mẹ là Công chúa Tôn Đại, Ngạch phò của Cố Luân Thục Tuệ Trưởng Công chúa.
- Con gái:
  - Một con gái, mẹ là Công chúa Tôn Đại, gả cho Hoành Khoa Thái (宏科泰) – trưởng tử của A Mẫn.
  - Một con gái, mẹ là Công chúa Tôn Đại, gả cho Giản Thân vương Phí Dương Vũ.

## Tương quan
Hậu duệ của Ân Cách Đức Nhĩ có mấy cái Thế quản Tá lĩnh, là từ cả ba người con đầu đều làm Nội đại thần hay Kỵ đô úy, cộng thêm 2 người con với Tôn Đại công chúa lại có liên hôn hoàng thất, cho nên đến tận Thanh vong, thì hậu duệ Ân Cách Đức Nhĩ luôn ở trong hàng ngũ "Nhất đại Thế gia" của người Bát Kỳ. Đặc biệt nhất chính là Gia-Đạo-Hàm tam triều nguyên lão, Văn Uyên các Đại học sĩ, Trực Lệ Tổng đốc, gia thụy Văn Cần là Kỳ Thiện (琦善), chính là cháu 5 đời của Ân Cách Đức Nhĩ.